# Реставрація Стюартів
Реставрація Стюартів — відновлення в 1660 на території Англії, Шотландії та Ірландії монархії, раніше скасованої указом англійського парламенту від 17 березня 1649. Новим королем всіх трьох держав став Карл II Стюарт, син страченого під час Англійської революції короля Карла I.

## Історична обстановка напередодні Реставрації
У вересні 1658 помер правитель («Лорд-протектор») Англії Олівер Кромвель. До того часу Шотландія та Ірландія, які раніше вважалися окремими державами, були приєднані до Англійської республіки. Королівство Англія було втягнуто в тривалу і руйнівну війну з Іспанією. Економічний стан країни значно погіршився, число прихильників відновлення монархії швидко зростало. Ще в 1649, відразу після страти Карла I, його син принц Карл, який втік у Голландію, оголосив себе законним королем Англії. Кромвель зумів придушити опір роялістів лише в 1651.
Після смерті Кромвеля влада в країні перейшла спочатку до його сина Річарда, а через півроку (6 травня 1659) — до групи генералів. Популярний в армії генерал Джордж Монк, командувач збройними силами в Шотландії і не включений в правлячу групу, в кінці 1659 повів свою армію на Лондон. Він не зустрів серйозного опору і без зусиль здійснив державний переворот. Помірні депутати палати громад, на початку революції вигнані з парламенту («Прайдова чистка»), були відновлені в депутатських правах.

## Відновлення монархії

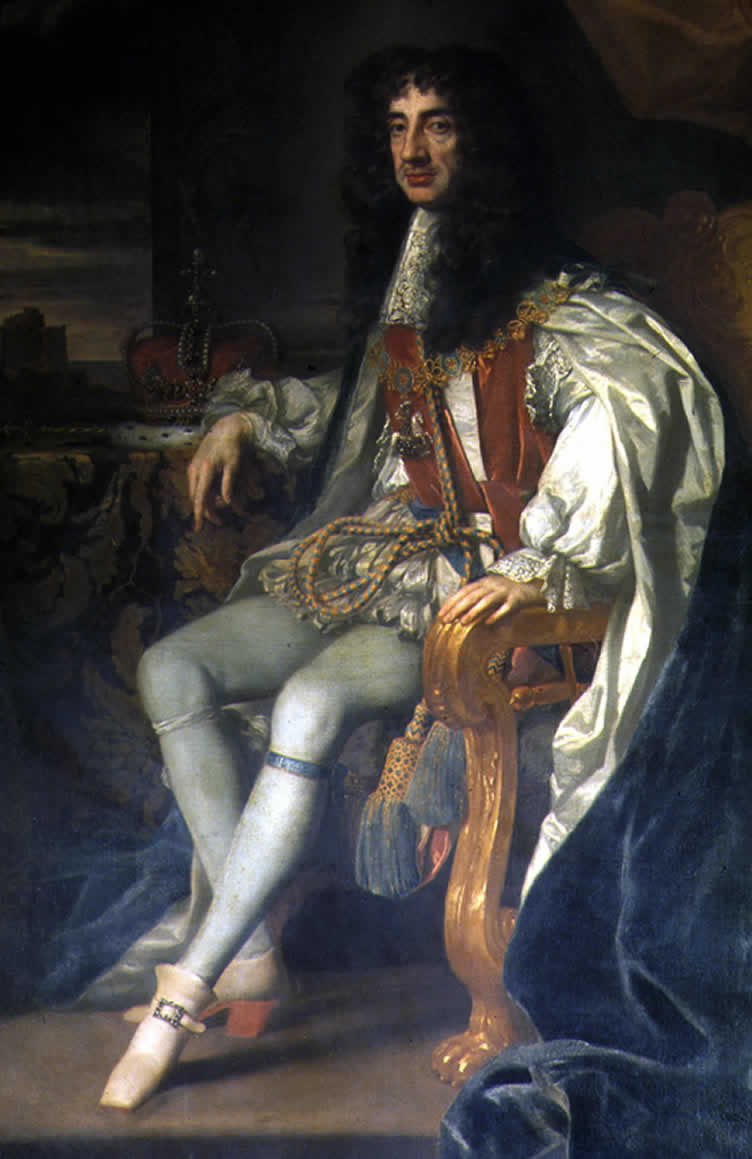
Король Карл II Стюарт

Карл II 4 квітня 1660 оприлюднив т. зв. « Бредську декларацію», в якій обіцяв в обмін на визнання його королем:
- Всім учасникам революції (окрім «царевбивць», що підписали смертний вирок Карлу I) буде оголошена амністія;
- Велика заборгованість офіцерам і солдатам буде негайно виплачена;
- Він не має наміру вимагати перерозподілу власності і буде поважати права і привілеї парламенту і англійських громадян;
- Англіканська церква залишиться пануючою в Королівстві Англія, до інших конфесій буде проявлятися терпимість.

Як пізніше з'ясувалося, ця декларація була відповіддю на таємний лист Монка принцу Карлу.
25 квітня 1660 новий парламент, обговоривши декларацію, запросив Карла зайняти престол трьох королівств. 29 травня Карл тріумфально в'їхав до Лондона, і монархія була офіційно відновлена. Формально було вирішено вважати, що він правив з моменту страти Карла I. День 29 травня з тих пір офіційно святкується в Англії (Royal Oak Day).
Після Реставрації Англія, Шотландія та Ірландія знову стали розглядатися як окремі держави з загальним королем. Дворяни-емігранти повернулися в Королівство Англія і отримали деяку компенсацію за втрачене майно. Був щедро нагороджений і Джордж Монк: він отримав сан лицаря, титули графа Торрінгтонского і герцога Елбімарлского (Duke of Albemarle), два баронства в різних графствах, а також придворну посаду конюшого (Master of the Horse) і 700 фунтів на рік.
Уцілілі «царевбивці» були віддані суду і багато з них було страчено. Трупи Кромвеля, Айртона, Прайда і Бредшоу були викопані з могили, повішені і потім четвертовані.

## Історичний та культурний вплив
Наполеон Бонапарт після захоплення влади у Франції (1799) отримував численні заклики від монархістської ліги «стати французьким Монком» і сприяти реставрації Бурбонів. Однак ці заклики залишилися без відповіді, а викрадення і розстріл герцога Енгієнського показали неможливість розвитку подій за англійським зразком.
Драматичні події Англійської революції відображені в багатьох творах літератури і мистецтва, наприклад:
- Оноре де Бальзак, «Кромвель» (1820)
- Вальтер Скотт, «Вудсток» (1826)
- Віктор Гюго, «Кромвель» (1827)
- Олександр Дюма описав (з монархічної точки зору) хід подій у своїй знаменитій трилогії про мушкетерів: захоплення і страта Карла I в романі «Двадцять років потому», а реставрацію Карла II — в романі «Віконт де Бражелон, або Десять років потому» (зрозуміло, активна участь благородних мушкетерів в зведенні на престол Карла II є літературним вимислом).